# Marijan Ćavar
Marijan Ćavar (* 2. Februar 1998 in Prozor-Rama) ist ein bosnisch-herzegowinischer Fußballspieler. Der offensive Mittelfeldspieler steht bei HSK Zrinjski Mostar unter Vertrag und ist A-Nationalspieler.

## Karriere

### Vereine
Ćavar wechselte 2014 in die Jugendabteilung von HŠK Zrinjski Mostar. Für dessen erste Mannschaft kam er am 28. Mai 2017 erstmals in der Premijer Liga zum Einsatz. In der Spielzeit 2017/18 spielte Ćavar bis Jahresende 16-mal, davon stand er neunmal in der ersten Elf.
Mitte Januar 2018 wechselte er zum Bundesligisten Eintracht Frankfurt, bei dem er einen Vertrag mit einer Laufzeit bis zum 30. Juni 2021 unterschrieb. Seinen einzigen Pflichtspieleinsatz für die Eintracht hatte Ćavar am 28. April 2018 bei der 1:4-Niederlage im Bundesligaspiel gegen den FC Bayern München, in dem er in der 59. Minute für Mijat Gaćinović eingewechselt wurde. Im Mai 2018 gewann Ćavar mit der Eintracht nach einem 3:1-Finalsieg gegen den FC Bayern München den DFB-Pokal. Im August 2018 wurde er vom neuen Trainer Adi Hütter mit sechs weiteren Spielern aus dem Kader gestrichen und in eine separate Trainingsgruppe versetzt. Ende August 2018 wechselte er bis zum Ende der Saison 2018/19 auf Leihbasis zum kroatischen Erstligisten NK Osijek, für den er 13 Ligaspiele absolvierte. Auch nach seiner Rückkehr zur Eintracht spielte er keine Rolle in den Planungen von Frankfurts Cheftrainer Hütter und stand bis Januar 2021 nur ein einziges Mal im Spieltagskader.
Mitte Januar 2021 wechselte der Bosnier zum Zweitligisten SpVgg Greuther Fürth. Dort unterschrieb er einen Vertrag bis zum Saisonende, der per Option um zwei weitere Jahre verlängert werden kann. In seiner Spielzeit kam er zu einem Pflichtspieleinsatz und stieg mit Fürth als Tabellenzweiter in die Bundesliga auf. Danach wechselte er in die Herzegowina zum NK Široki Brijeg. Im September 2024 schloss er sich wieder seinem ehemaligen Verein HSK Zrinjski Mostar an.

### Nationalmannschaft
Ćavar debütierte im Juni 2016 in der bosnisch-herzegowinischen U19-Nationalmannschaft, für die er insgesamt zehnmal zum Einsatz kam. Am 1. September 2017 spielte Ćavar bei der 1:3-Niederlage gegen Rumänien erstmals für die U21-Auswahl.
Am 29. Januar 2018 kam Ćavar beim 0:0 im Freundschaftsspiel gegen die USA erstmals für die A-Nationalmannschaft zum Einsatz.

## Erfolge
Eintracht Frankfurt
- DFB-Pokal-Sieger: 2018

SpVgg Greuther Fürth
- Aufstieg in die Bundesliga: 2021